# Cantonul Mougins
Cantonul Mougins este un canton din arondismentul Grasse, departamentul Alpes-Maritimes, regiunea Provence-Alpes-Côte d'Azur, Franța.

## Comune
- Le Cannet (parțial)
- Mouans-Sartoux
- Mougins (reședință)
- La Roquette-sur-Siagne